# Takagripopteryx imamurai
Takagripopteryx imamurai är en bäcksländeart som beskrevs av Kohno 1954. Takagripopteryx imamurai ingår i släktet Takagripopteryx och familjen småbäcksländor. Inga underarter finns listade i Catalogue of Life.